# بيف دوليتل
بيف دوليتل (بالإنجليزية: Bev Doolittle)‏ هي رسامة أمريكية، ولدت في 10 فبراير 1947 في كاليفورنيا في الولايات المتحدة.

## وصلات خارجية
- الموقع الرسمي